# Saint-Gatien-des-Bois
Saint-Gatien-des-Bois ist eine französische Gemeinde mit 1.313 Einwohnern (Stand: 1. Januar 2022) im Département Calvados in der Region Normandie. Sie gehört zum Arrondissement Lisieux und zum Kanton Honfleur-Deauville. Die Einwohner werden Saint-Gatiennais genannt.

## Geografie
Saint-Gatien-des-Bois liegt etwa 17 Kilometer südsüdöstlich von Le Havre. Umgeben wird Saint-Gatien-des-Bois von den Nachbargemeinden Cricquebœuf, Pennedepie, Barneville-la-Bertran und Équemauville im Norden, Gonneville-sur-Honfleur, Fourneville und Le Theil-en-Auge im Osten, Saint-Benoît-d’Hébertot und Vieux-Bourg im Südosten, Surville, Tourville-en-Auge und Saint-Martin-aux-Chartrains im Süden, Canapville und Englesqueville-en-Auge im Südwesten sowie Bonneville-sur-Touques, Touques und Trouville-sur-Mer im Westen.
Im Gemeindegebiet liegt der Flugplatz Deauville-Saint-Gatien.

## Bevölkerungsentwicklung
| Jahr                       | 1962 | 1968 | 1975 | 1982 | 1990 | 1999 | 2006 | 2019 |
| Einwohner                  | 850  | 807  | 983  | 1054 | 1182 | 1163 | 1312 | 1352 |
| Quellen: Cassini und INSEE |      |      |      |      |      |      |      |      |

## Sehenswürdigkeiten
- Kirche Saint-Gatien aus dem 19. Jahrhundert
- Kirche von Mont-Saint-Jean aus dem 17. Jahrhundert
- Haus Ulric Guttinguer, Monument historique seit 1983
- Taubenschlag auf dem Gutshof Herbigny, seit 1933 Monument historique

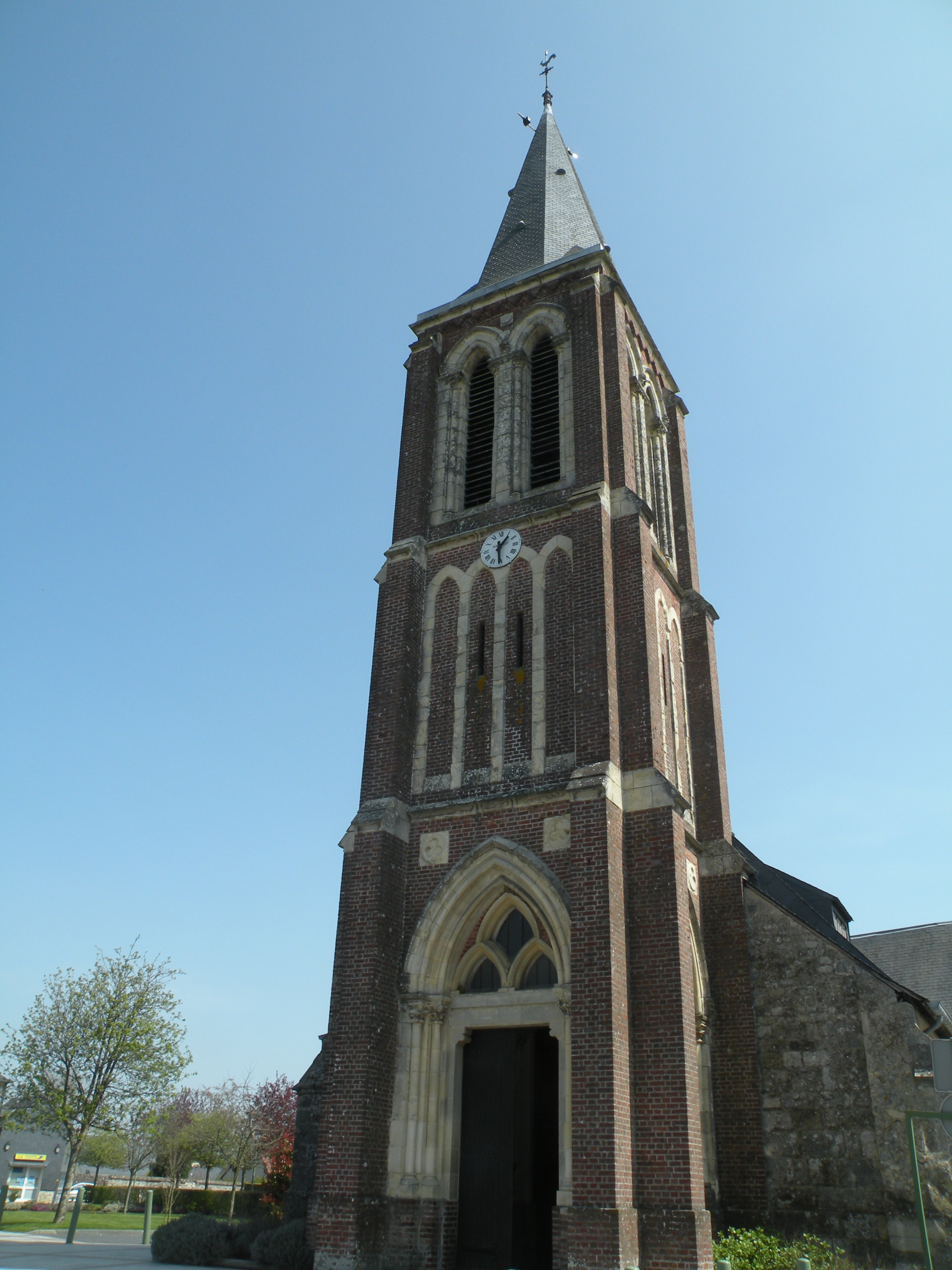
Kirche Saint-Gatien

## Gemeindepartnerschaft
Mit der britischen Gemeinde Morchard Bishop in der Grafschaft Devon (England) besteht seit 1979 eine Partnerschaft.

## Persönlichkeiten
- Ulric Guttinguer (1785–1866), Schriftsteller
- Ernest Paul (1881–1964), Radrennfahrer